# 사쿠라다이역 (도쿄도)
사쿠라다이역(일본어: 桜台駅, さくらだいえき)은 일본 도쿄도 네리마구에 있는 철도역이다.

## 타는 곳
| ↑ 에코다  |
| \| 2 1 \| |
| 네리마 ↓  |

| 1 | ■ 이케부쿠로 선 | 네리마・샤쿠지이 공원・호야・히바리가오카・ 기요세・도코로자와・고테사시・한노방면 |
| 2 | ■ 이케부쿠로 선 | 이케부쿠로 방면                                                                    |

## 출구 정보
- 북쪽 출입구 (北口)
  - 세이부 유라쿠초 선 신사쿠라다이 역(도보로 7분)
- 남쪽 출입구 (南口)
  - 무사시노 대학
  - 네리마 구청 사쿠라다이 출장소

## 역사
- 1936년 7월 10일: 영업 개시.
- 1945년 2월 3일: 영업 중단
- 1948년 4월 1일: 영업 재개
- 1997년: 입체화.

## 같이 보기
- 사쿠라다이역 (후쿠오카현)

| 세이부 철도■이케부쿠로 선 | 세이부 철도■이케부쿠로 선 | 세이부 철도■이케부쿠로 선 |
| ------------------------- | ------------------------- | ------------------------- |
| 에코다 이케부쿠로 방면    | ■보통                     | 네리마 한노 방면          |